# Tschechische Badmintonmeisterschaft 2002
Die Tschechische Badmintonmeisterschaft 2002 fand vom 10. bis zum 12. Mai 2002 in Rychnov nad Kněžnou statt.

## Medaillengewinner
| Disziplin    | Gold                             | Silber                           | Bronze                           |
| ------------ | -------------------------------- | -------------------------------- | -------------------------------- |
| Herreneinzel | Jan Fröhlich                     | Ondřej Lubas                     | Petr Martinec                    |
| Herreneinzel | Jan Fröhlich                     | Ondřej Lubas                     | René Neděla                      |
| Dameneinzel  | Martina Benešová                 | Diana Stádníková                 | Hana Procházková                 |
| Dameneinzel  | Martina Benešová                 | Diana Stádníková                 | Markéta Osičková                 |
| Herrendoppel | René Neděla Jiří Skočdopole      | Pavel Kubiš Tomáš Maixner        | Adam Hobzik Stanislav Kohoutek   |
| Herrendoppel | René Neděla Jiří Skočdopole      | Pavel Kubiš Tomáš Maixner        | Jan Fröhlich Petr Martinec       |
| Damendoppel  | Ivana Vilimková Hana Procházková | Eva Brožová Hana Milisová        | Martina Benešová Hana Kollarová  |
| Damendoppel  | Ivana Vilimková Hana Procházková | Eva Brožová Hana Milisová        | Martina Brejchová Regina Rašková |
| Mixed        | Martin Herout Eva Brožová        | Mojmír Skalický Hana Procházková | Jan Jurka Dana Kykalová          |
| Mixed        | Martin Herout Eva Brožová        | Mojmír Skalický Hana Procházková | René Neděla Ivana Vilímková      |